# Хартберг
Ха́ртберг (нем. Hartberg) — городская община и окружной центр в Австрии, в федеральной земле Штирия. 
Административный центр округа Хартберг-Фюрстенфельд.  Население составляет 6449 человека (на 2014 года). Занимает площадь 21,58 км². Официальный код — 6 07 10.
Замок был построен маркграфом Леопольдом около 1120 года.

## Политическая ситуация
Бургомистр общины — Карл Пак (АНП) по результатам выборов 2010 года.
Совет представителей общины (нем. Gemeinderat) состоит из 25 мест.
- АНП занимает 12 мест.
- СДПА занимает 7 мест.
- АПС занимает 2 места.
- Зелёные занимают 4 места.

## Фотографии

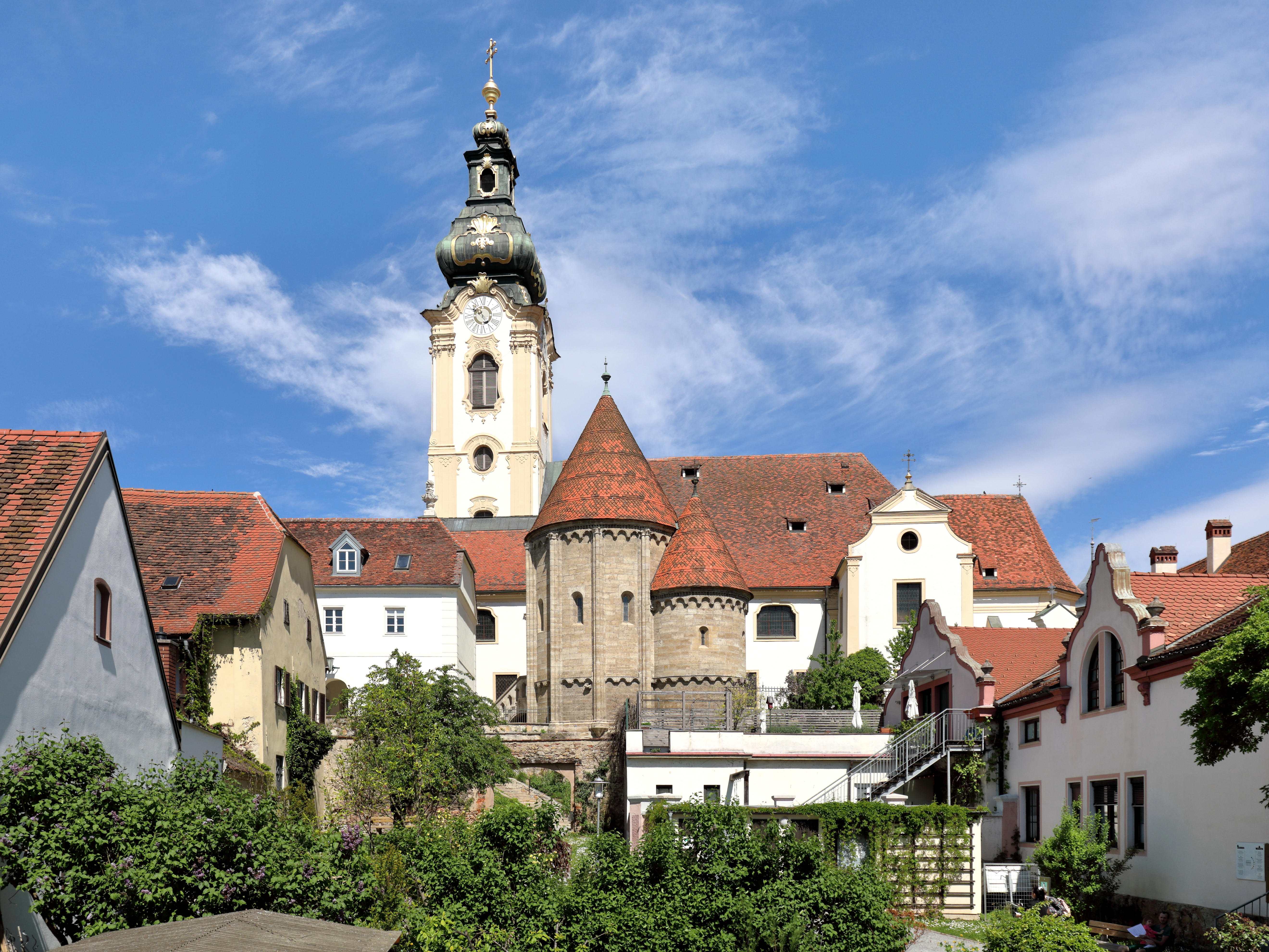
Церковь
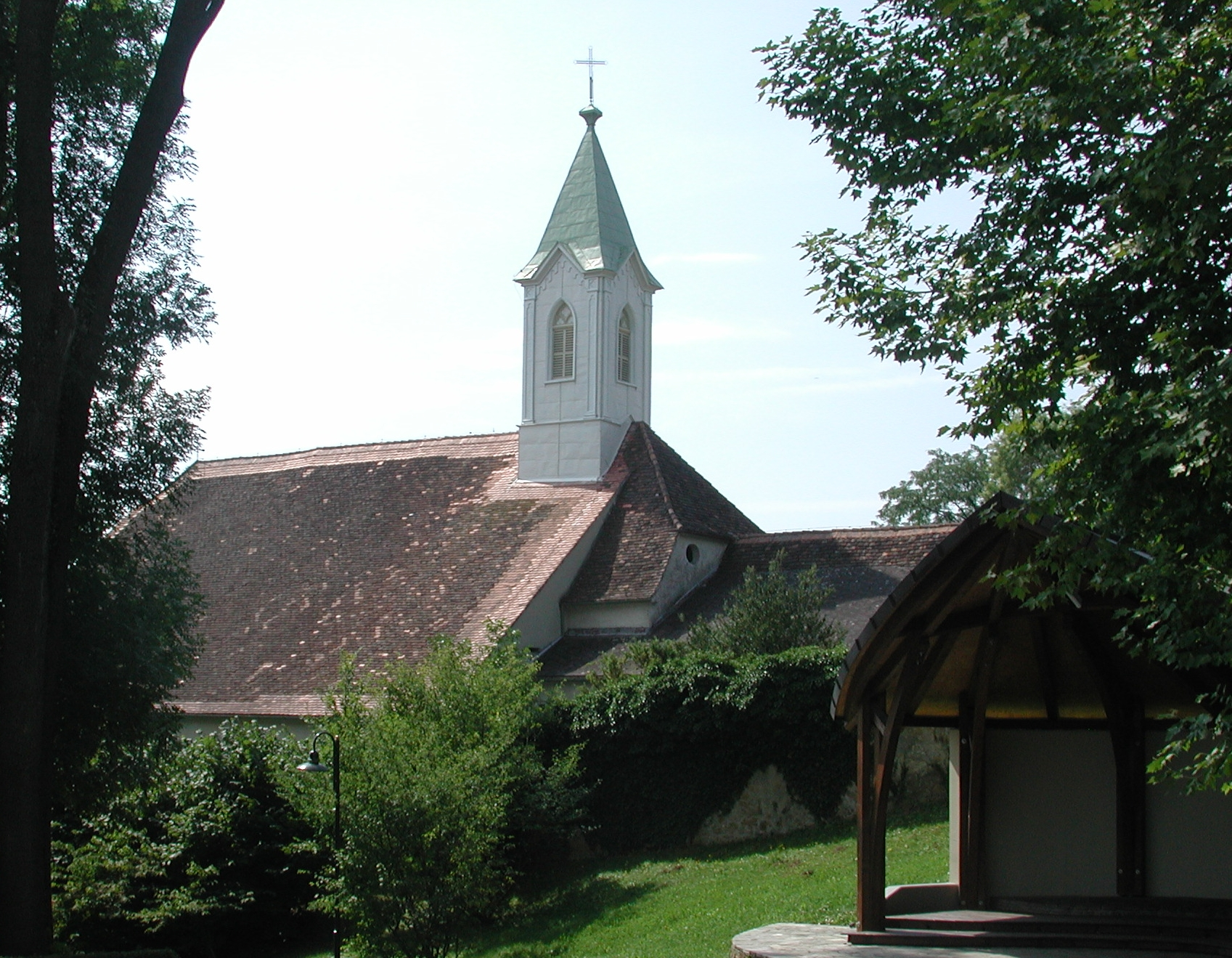
Монастырь
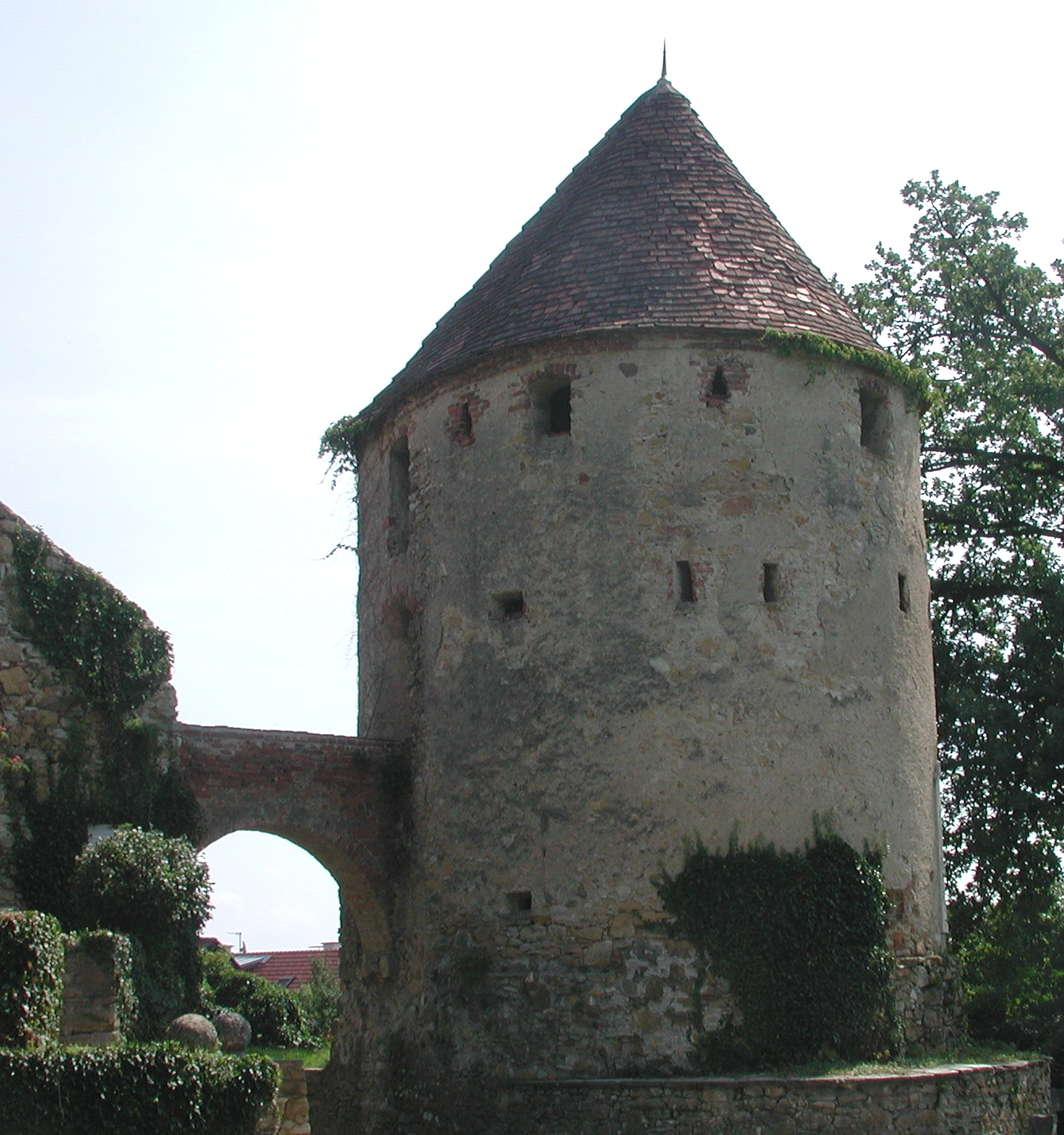
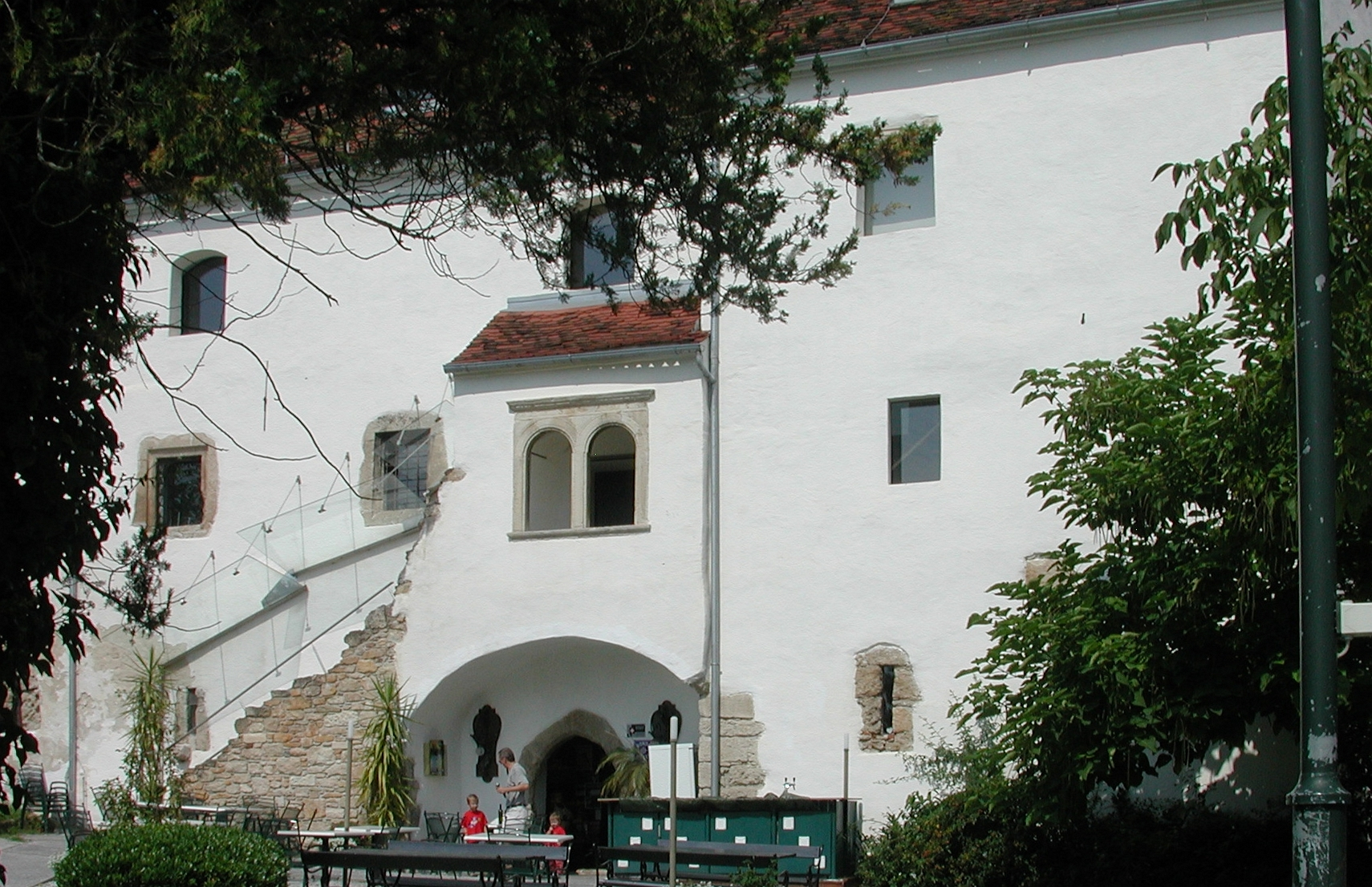
Замок